# مسجد السيد علي أغا
مسجد السيد علي أغا هو مسجد تاريخي يعود إلى عصر القاجاريون، ويقع في تبريز.